# Mary Pünjer
Mary Pünjer, née Kümmermann à Hambourg en 1904, est une femme lesbienne de confession juive, assassinée le 28 mai 1942 dans un centre de gazage à Bernburg,,,.

## Biographie
Elle se marie en 1929 à Fritz Pünjer.
Le 24 juillet 1940, elle est arrêtée et détenue pendant trois mois dans la prison de Fuhlsbüttel à Hambourg. En octobre 1940, elle est transférée à Ravensbrück. Les raisons officielles de sa détention évoquées sont les suivantes : “antisociale” et “lesbienne”.
Entre octobre 1940 et mars 1941, elle est entendue plusieurs fois par la police de Hambourg et plus spécifiquement par le département des crimes sexuels et des infractions.
Elle est renvoyée à Ravensbrück par la suite et est placée sous le contrôle du Dr Friedrich Mennecke, connu pour être responsable des Aktion T4 (personnes en situation de handicap) et 14f13 (personnes considérées comme inaptes ou d’une valeur moindre),,. Mennecke aurait noté à propos d'elle : « Lesbienne très active. Fréquente sans cesse les clubs lesbiens et s’exhibe avec ses congénères ».
Il est noté sur sa carte d’identification justifiant sa sélection au “programme spécial 14f13” qu’elle est une femme juive mariée et une lesbienne active,.
Aucune information n’indique la présence d’un handicap, d’une forme d’inaptitude ou maladie. Son orientation sexuelle est considérée comme une action antisociale ,,.
Alors que de nombreux camps de concentration permettent l’ouverture de bordels, afin de développer une politique de "punition éducative" à l’encontre des femmes lesbiennes, Pünjer y échappe car les relations “inter-raciales” sont considérées comme criminelles,,.